# العلاقات البرازيلية السورينامية
العلاقات البرازيلية السورينامية هي العلاقات الثنائية التي تجمع بين البرازيل وسورينام.

## مقارنة بين البلدين
هذه مقارنة عامة ومرجعية للدولتين:
| وجه المقارنة                                              | البرازيل | سورينام                        |
| --------------------------------------------------------- | --- | ------------------------------ |
| المساحة (كم2)                                             | 8.52 مليون | 163.27 ألف                     |
| عدد السكان (نسمة)                                         | 202.66 مليون | 563.40 ألف                     |
| الكثافة السكانية (ن./كم²)                                 | 23.79 | 3.45                           |
| العاصمة                                                   | برازيليا، ريو دي جانيرو | باراماريبو                     |
| اللغة الرسمية                                             | برتغالية برازيلية، Brazilian Sign Language ‏ | اللغة الهولندية                |
| العملة                                                    | ريال برازيلي، كروزيرو ريال برازيلي ‏، كروزيرو البرازيلية (1990–1993)، البرازيلي كروزادو نوفو، كروزادو برازيلي، cruzeiro ‏، كروزيرو البرازيلية (1942–1967)، الريال البرازيلي (قديم) | دولار سورينامي، غيلدر سورينامي |
| الناتج المحلي الإجمالي (بليون دولار)                      | 2.06 تريليون | 3.32 مليار                     |
| الناتج المحلي الإجمالي (تعادل القوة الشرائية) بليون دولار | 3.22 تريليون | 9.07 مليار                     |
| الناتج المحلي الإجمالي الاسمي للفرد دولار أمريكي          | 8.54 ألف | 9.48 ألف                       |
| الناتج المحلي الإجمالي للفرد دولار أمريكي                 | 15.89 ألف | 16.64 ألف                      |
| مؤشر التنمية البشرية                                      | 0.754 | 0.714                          |
| رمز المكالمات الدولي                                      | +55 | +597                           |
| رمز الإنترنت                                              | .br | .sr                            |
| المنطقة الزمنية                                           | | 00                             |

## منظمات دولية مشتركة
يشترك البلدان في عضوية مجموعة من المنظمات الدولية، منها:
| علم المنظمة | اسم المنظمة                                                          | تاريخ انضمام البرازيل | تاريخ انضمام سورينام |
| ----------- | -------------------------------------------------------------------- | --------------------- | -------------------- |
|             | وكالة حظر الأسلحة النووية في أمريكا اللاتينية ومنطقة البحر الكاريبي ‏ | ?                     | ?                    |
|             | الاتحاد البريدي العالمي                                              | ?                     | ?                    |
|             | يونسكو                                                               | 4 نوفمبر 1946         | 16 يوليو 1976        |
|             | البنك الدولي للإنشاء والتعمير                                        | 14 يناير 1946         | 27 يونيو 1978        |
|             | منظمة التجارة العالمية                                               | ?                     | ?                    |
|             | وكالة ضمان الاستثمار متعدد الأطراف                                   | 7 يناير 1993          | 2 يوليو 2003         |
|             | اتحاد دول أمريكا الجنوبية                                            | ?                     | ?                    |
|             | الاتحاد الدولي للاتصالات                                             | 4 يوليو 1877          | 15 يوليو 1976        |
|             | منظمة الشرطة الجنائية الدولية                                        | ?                     | ?                    |
|             | مؤسسة التمويل الدولية                                                | 31 ديسمبر 1956        | 1 سبتمبر 2011        |
|             | الأمم المتحدة                                                        | 24 أكتوبر 1945        | 4 ديسمبر 1975        |
|             | منظمة حظر الأسلحة الكيميائية                                         | ?                     | ?                    |

## وصلات خارجية
- موقع وزارة الخارجية البرازيلية
- موقع وزارة الخارجية السورينامية